# ハナドリ
ハナドリ（学名：Dicaeum ignipectus）は、スズメ目ハナドリ科に分類される鳥類。南アジアおよび東南アジアで見られる。他のハナドリ科の鳥と同様に果物食であり、その植物の種子の拡散に重要な役割を果たしている。多くの同属の種と異なり、この種のオスに胸部と背中に特徴的な明るい橙色の斑点が見られるような、際立った性的二形を有する。

## 概要
ハナドリは小さく暗い色のクチバシを持った小さなハナドリ科の鳥である。オスの背面は光沢のある暗青色をしている。腹部は淡褐色であるが、胸部に明るい赤色の斑点がある。その斑点の下部から体の中央に沿って腹部までの間に短く黒い筋がある。メスは上部は暗いオリーブ色であり、下部は黄褐色である。側面はオリーブ色で、クチバシの基部は薄い色をしている。

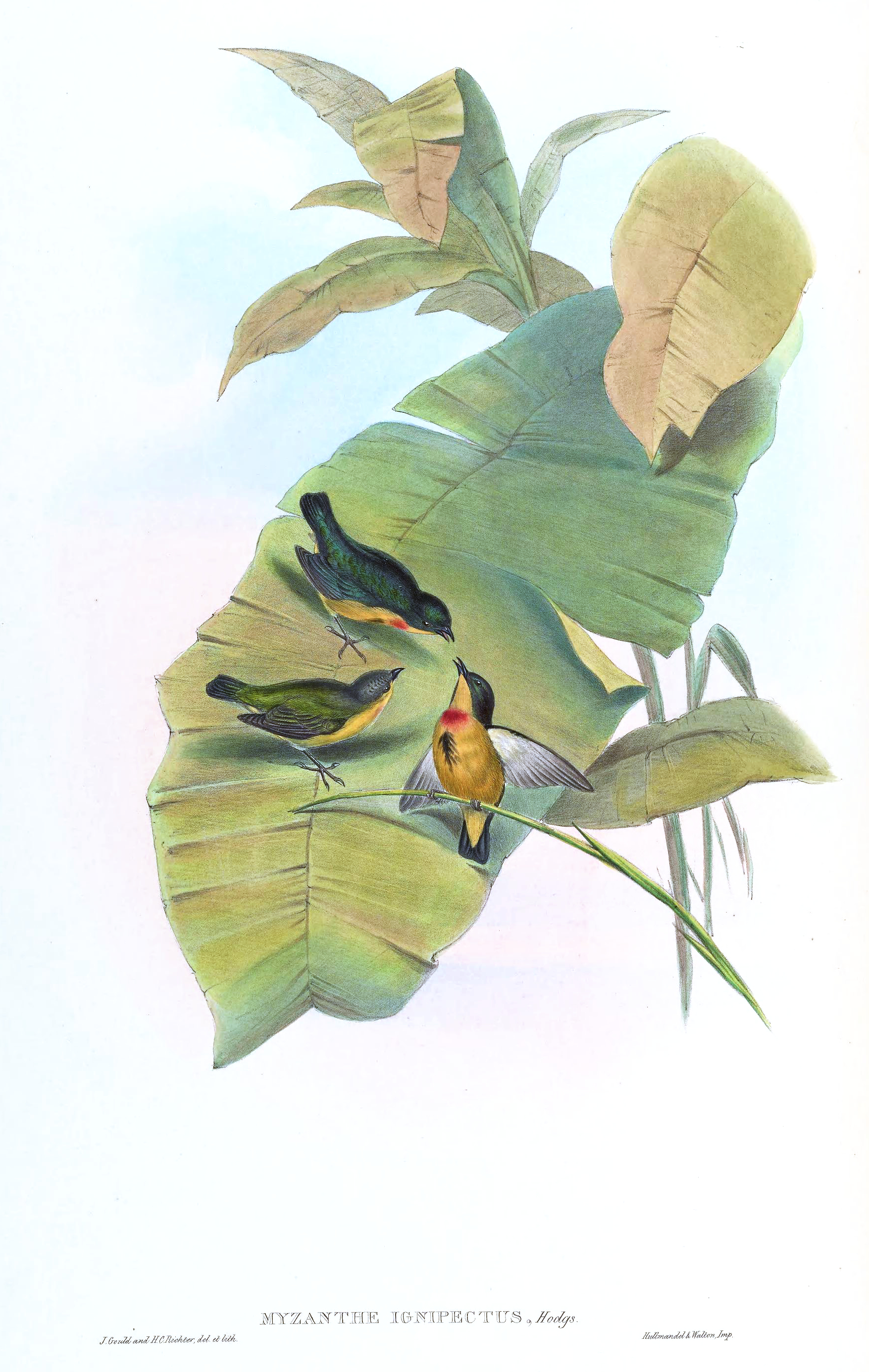
ジョン・グールドによるリトグラフ、 in the Birds of Asia (1850–83), volume 6, plate 14より。

体重は7から9グラム、体長は7センチ未満であり、ハナドリ科の種の中で最も小さいものの一つである。ハナドリは通常、ヤドリギの木の上で発見される。ハナドリは甲高い鳴き声を定期的に上げ、その声はハサミで切り取ることやスタッカートに例えられる。
ハナドリは、ブライアン・ホートン・ホジソンによってネパールから得られた標本に基づいて、1843年にエドワード・ブライスによって初めて解説された。種名はホジソンの原稿にもとづくが、ブライスによって出版された。標準標本は大英博物館に預けられたものの失われたと言われているが、カルカッタにあるアジア協会の博物館のコレクションの中に存在するかもしれない。
ハナドリは「インドで最も小さい鳥」もしくは「恐らく最も小さい」と言われていた。

## 分布
ハナドリはインド、ネパール、ブータン、バングラデシュのようなヒマラヤ山脈の山麓地域に沿って広く分布しており、生息域は中国、インドネシア、ラオス、タイ、ベトナム、台湾、マレーシア、フィリピンなど東南アジアにまで達する。その生息地は温暖な森および、亜熱帯もしくは熱帯の湿潤な低地の森や雲霧林である。
いくつかの集団は亜種として別名がつけられている。ヒマラヤ山脈から東南アジア本土にかけて見られるものはignipectusと名付けられる。残りのものは島に住む集団で、台湾のformosum、ルソン島のluzoniense、サマール島のbonga、ネグロス島とミンダナオ島のapoが含まれる。ハナドリの種自体は、Dicaeum monticolum, D. celebicum, D. sanguinolentumおよびD. hirundinaceumのような複雑な上種を形成するが、これらは時折全て同じ1つの種であるとみなされることもある。Dicaeum cruentatumとの交雑が示唆されている。島の亜種は非常に狭い範囲もしくは極めて小さな固有種の形態を示し、これらは保護計画のために慎重に取り扱われるべきであると提言された。
フィリピンで見られる集団において、オスの腹部はD. monticolumに類似しており、一方でメスの背面は、より北に生息するハナドリの持つダルグリーンとは異なり光沢のある鋼緑色をしている。スマトラ島の集団であるbeccariiは最も異なった形態をしており、またD. sanguinolentumとも異なる。オスの背面は鋼緑色で頸部の斑点が欠如しており、一方でメスの背面は緑がかっていて臀部の赤色が欠如している。
ハナドリは1000メートルを超える高い山の範囲では至る所で見られるが、中国では冬の間低高度でも見つけることができる。

## 行動と生態
他の多くのハナドリ科の種と同様、ハナドリはヤドリギの種を拡散させる。ネパール・ヒマラヤ山脈では、オオバヤドリギ属の種の拡散に重要な役割を果たしていることが発見された。
インド北部のナイニタールでは、ハナドリは6月から7月にかけて繁殖すると言われている。その巣はハンドバッグやペンダントのように上部の方へ開閉し、細くフェルトのようで、ヤドリギの茎から作られた毛様のカバーから成る。巣の中はコケと軟らかい草が敷かれ、そこで2つから3つの卵が産み落とされる。オスメス共に抱卵し、ヒナの世話をする。
香港でのハナドリの数は、森が回復し成熟したために増加したと思われている。香港のハナドリが初めて記録されたのは1954年であるが、1975年以降は定期的に繁殖していることが確認された。